# Hoplia schuberti
Hoplia schuberti är en skalbaggsart som beskrevs av Rudolph Petrovitz 1962. Hoplia schuberti ingår i släktet Hoplia och familjen Melolonthidae. Inga underarter finns listade i Catalogue of Life.